# Conus xanthocinctus
Conus xanthocinctus é uma espécie de gastrópode do gênero Conus, pertencente à família Conidae.